# Карнарвонское ущелье
Карнарворское ущелье (Carnarvon Gorge) — ущелье в Австралии, штате Квинсленд, расположенное на координатах примерно 25°04′ Ю.Ш. 147°16′ В. Д. Находится в центральной части штата, в пределах муниципального округа Хайлендс. Ущелье является популярным туристическим местом, известным своей уникальной флорой и фауной, а также историческими руинами.
Ущелье находится примерно в 300 км к северу от города Кларнон и представляет собой глубокий каньон, образованный рекой Мёрдок (Murdoch River) и рекой Карнарвор-Крик (Carnarvor-Creek), является частью национального парка и охраняется государством. Вблизи Карнарвонского ущелья можно найти и другие небольшие реки: Река Мейн (Main Creek), один из притоков реки Карнарвон, протекающий в южной части национального парка, и Ручей Варнам (Warrnam Creek), расположенный к северу от ущелья, также впадающий в реку Карнарвон. Эти водные ресурсы играют ключевую роль в поддержании жизни в ущелье.

## История формирования
Формирование ущелья началось в мезозойскую эру, примерно 200 миллионов лет назад, когда этот регион был частью обширного песчаникового плато. В течение кайнозойской эры, начиная примерно 65 миллионов лет назад, реки Мёрдок и Карнавон-Крик вымывали мягкие слои песчаника, слагающего плато Карнарвон, постепенно врезаясь в него. Эрозионная сила воды, усиленная процессами выветривания и оползней, углубляла и расширяла долину реки.
Окончательное формирование ущелья приобрело современный вид в течение последних нескольких миллионов лет, в плиоцене и плейстоцене. В этот период происходили значительные климатические изменения, включая периоды повышенной влажности, что усиливало эрозию. Также, тектонические движения и поднятие территории могли способствовать увеличению скорости эрозии и углублению ущелья.

## История открытия и исследования
Первые европейские исследователи, столкнувшиеся с этим регионом в середине 19-го века, были в основном заняты поиском пастбищных угодий и прокладкой маршрутов для освоения внутренних территорий. В конце 19-го и начале 20-го веков интерес к Карнарвонскому ущелью возрос благодаря работам натуралистов и геологов.
В 1932 году официально был основан Карнарвонский национальный парк что способствовало более систематическому изучению ущелья. Ученые проводили исследования в области геологии, ботаники, зоологии и археологии.

## Флора и фауна
Флора и фауна ущелья представляют собой уникальную экосистему, сформировавшуюся под влиянием изолированного географического положения и разнообразных микроклиматических условий. Растительность ущелья характеризуется высоким уровнем эндемизма и включает в себя как склерофитные сообщества, типичные для австралийского буша, так и реликтовые виды, сохранившиеся благодаря защищенности ущелья от экстремальных температур и засух. Доминируют эвкалипты (Eucalyptus spp.) и акации (Acacia spp.), однако встречаются и такие редкие виды, как карнарвонская пальма (Livistona nitida) и различные виды папоротников, адаптировавшихся к влажным условиям вблизи источников воды.
Животный мир ущелья также отличается разнообразием. Здесь обитают кенгуру (Macropus giganteus), валлаби (Wallabia bicolor), ехидны (Tachyglossus aculeatus) и многочисленные виды птиц, включая какаду (Cacatua galerita) и зимородков (Alcedo azurea). В водоемах ущелья встречаются пресноводные черепахи (Emydura macquarii) и различные виды рыб, адаптированные к условиям периодического пересыхания русел. Особенно примечательно наличие здесь популяций рыжего валлаби (Macropus rufogriseus), популяция которого в ущелье является одной из наиболее стабильных в регионе.

## Исторические памятники
Карнарворское ущелье известно своими наскальными рисунками, возрастом которых оценивается примерно от 20 до 30 тысяч лет, хотя некоторые могут быть значительно старше, вплоть до 40 тысяч лет. Эти рисунки принадлежат к искусству коренных народов Австралии, и вероятно, выполнены народами Нгарама-ирангама, которые являются частью более широкой группы племён Юмбарра, населявших этот регион. В ущелье насчитывается более 6,000 отдельных изображений, что делает его одним из крупнейших собраний наскального искусства в мире.